# Königsfeld, Sachsen
Königsfeld är en kommun och ort i Landkreis Mittelsachsen i förbundslandet Sachsen i Tyskland. Kommunen har cirka 1 400 invånare.
Kommunen ingår i förvaltningsområdet Rochlitz tillsammans med kommunerna Rochlitz, Seelitz och Zettlitz.